# Metopius nigrator
Metopius nigrator är en stekelart som först beskrevs av Amédée Louis Michel Lepeletier och Jean Guillaume Audinet Serville 1825.  Metopius nigrator ingår i släktet Metopius och familjen brokparasitsteklar. Inga underarter finns listade i Catalogue of Life.